# La Santa Faz (Santo Domingo el Antiguo)
La Santa Faz es una obra del Greco que formaba parte del retablo mayor, dentro del conjunto de Retablos de Santo Domingo el Antiguo, en Toledo. Está datada entre 1577 y 1579. Fue vendida en 1964 y reemplazada por una copia. Consta con la referencia 6-A en el catálogo razonado realizado por el historiador del arte Harold Wethey, especializado en El Greco.

## Tema de la obra
La imagen de la Santa Faz es una iconografía que se hizo popular a finales de la Edad Media. En su subida al monte Calvario, el rostro ensangrentado de Cristo quedó fijado a un paño blanco, ofrecido a Jesús por una mujer, que pasaría a ser identificada por Verónica. En algunas composiciones aparece la figura de la mujer sosteniendo el paño con la efigie cristológica. El Greco pintó los dos tipos de imágenes, la de la Santa Faz aislada, y la que incorporaba la presencia de la mujer.

## Análisis de la obra
- Pintura al óleo sobre lienzo; El lienzo, independientemente del marco o de los ángeles, es ovalado y mide 76 x 55 cm.; Colección privada.
- Marco de madera: 90 x 130 cm.[3]

Los documentos muestran que en principio se había planeado colocar un escudo en el frontispicio del retablo, en lugar de esta obra, por lo que el cambio de opinión debió haber tenido lugar durante la construcción del mismo. En 1961 se quitaron las cartelas de madera sobre las que estaba pintada la imagen, que fue vendida por las monjas en 1964. Este lienzo ocupaba el centro geométrico del altar mayor, pintado sobre un elegante medallón sostenido por dos figuras de ángeles, esculpidos por Juan Bautista Monegro según modelo del Greco.
Algunos teólogos de la época sostenían que, mientras la Virgen María ascendía al Cielo, estaba contemplando la Pasión de Cristo. No sería extraño que esta Santa Faz ilustrara este punto de vista, y que fuera un sustituto adecuado para una Crucifixión. Si fuera así, ayudaría a entender el gesto y la mirada de María en La Asunción de María -el lienzo de abajo- y vendría a complementar la escena de La Trinidad del ático. El rostro de Cristo es frontal, sereno, con una mirada penetrante, y tiene un grado de realidad mucho mayor que la del lienzo pintado, sobre el cual está representado. Esta obra muestra cómo El Greco podía converger su fondo bizantino, arcaico y espiritualista, con el naturalismo y la expresividad propias del Occidente cristiano de su tiempo.
Todas las facciones del rostro son más bien grandes, pero bellas y armoniosas. Tanto la larga cabellera como la barba aparecen partidas en dos. La sensación de relieve se consigue con toques claros y pinceladas breves y rápidas sobre el fondo oscuro. La carnación se representa con un modelado suave que, sin embargo, produce contrastes y sombras.